# میدان جنگ (فیلم ۲۰۱۹)
میدان جنگ (به تلوگو Ranarangam) فیلمی هندی محصول سال ۲۰۱۹ در ژانر اکشن جنایی است که نویسنده و کارگردانش سودیر وارما است. نقشهای اصلی آن را شارواناند، کجال آگاروال و کالیانی پریادارشان بازی کرده‌اند. فیلم روایتی غیرخطی دارد و ماجرای ظهور یک گانگستر به‌نام دیوا را دنبال می‌کند.
میدان جنگ در ۱۵ اوت ۲۰۱۹ با بازخوردهای متفاوت منتقدان و تماشاگران منتشر شد. با وجود شروعی قوی، فیلم به یک شکست تجاری در گیشه تبدیل شد.

## داستان
در اسپانیا، پیمانکاری به‌نام سانجی، از یک عضو پارلمان از ویساکاپاتنام می‌خواهد که گانگستری به‌نام دیوا را متقاعد کند تا یک منطقهٔ فقیرنشین را تخلیه کند. قرار است در آن منطقه فرودگاهی بین‌المللی ساخته شود، که ارزش زمینهای مجاور (متعلق به سانجی) را زیاد می‌کند. اما دیوا این درخواست را نمی‌پذیرد.
۱۹۹۰: در ویساکاپاتنام، دیوا و دوستانش از دلالی بلیت فیلم پول درمی‌آورند. همزمان دیوا شیفتهٔ گیتا(کالیانی پریادارشان) می‌شود. با اجرای قانون ممنوعیت الکل در سال ۱۹۹۷، دیوا تصمیم می‌گیرد با قاچاق مشروبات الکلی از اودیسا به شهر و فروش آن تاجر مشروب شود. در این فرایند، دیوا و گروهش با یک باند بزرگ مشروبات الکلی و وزیر سیماچالام درگیر می‌شوند.
دیوا و باندش در حال قاچاق کامیون مشروبات الکلی دستگیر و ۶ ماه زندانی می‌شوند. پس از آزادی از زندان به یک محموله متعلق به سیماچالام دستبرد می‌زنند. تغییر آرامی در قدرت رخ می‌دهد، زیرا دیوا به مقاماتی که از سیماچالام رشوه می‌گرفتند، پول بیشتری می‌دهد. برای تلافی، سیماچالام دوستان دیوا را به قتل می‌رساند و یک انفجار ترتیب می‌دهد که همسرش گیتا را می‌کشد، اما نوزاد تازه‌اش ساهاسرا زنده می‌ماند. حالا دیوای انتقام‌جو دست به کشتار می‌زند، همراهان سیماچالام را می‌کشد و امپراتوری او را نابود می‌کند. ولی سیماچالام پنهان می‌شود.
اکنون: دیوا و دخترش ساهاسرا، در اسپانیا با گیتا(کجال آگاروال) که پزشک است، آشنا می‌شوند. دیوا در حین گردش در مرکز خرید با ساهاسرا و گیتا، غافلگیر می‌شود. سانجی به‌کمک رقبای دیوا در اسپانیا و سیماچالام برای ترور دیوا تلاش می‌کند. سیماچالام، گیتا و ساهاسرا را در غیاب دوا می‌رباید. دیوا برای ملاقات با سیماچالام به ویساکاپاتنام پرواز می‌کند.
پس از این کشمکش، دیوا فاش می‌کند که ۱۰ روز پس از مخفی شدن سیماچالام، او را پیدا کرده و کشته‌است و می‌داند که مردی که خودش را سیماچالام جامی‌زند، دوستش، سوری است. سوری اقرار می‌کند که عطش قدرت و حسادت او که دوا از همه آنها بالاتر رفت، علیرغم اینکه تجارتشان برابر بود، منجر به خیانت او شد. مردان سوری به جای دیوا به سوری شلیک می‌کنند و معلوم می‌شود که برای دیوا کار می‌کنند. دیوا، سوری، سانجی و وزیر کشور را می‌کشد و دوباره به اسپانیا برمی‌گردد.